# Rutland, Massachusetts
Rutland är en kommun i Worcester County i delstaten Massachusetts, USA.